# يائيل مان
يائيل مان (1936 - 28 أغسطس 2021)، هي جاسوسة جهاز الموساد الإسرائيلي. التي لعبت دورا مهما في اغتيال قيادات فلسطينية كبيرة. (يائيل مان ليس إسمها الحقيقي، بقيت تعيش في ظروف سرية ولم ينشر اسمها حتى وفاتها).
وُلدت في كندا عام 1936م وهاجرت إلى إسرائيل عام 1968 وبعد بضع سنوات وتحديدا في عام 1971 تم تجنيدها للعمل في جهاز المخابرات الخارجية الموساد حيث جندت أجيالا في الجهاز خلال فترة عملها. أرسلها جهاز الموساد للعيش في لبنان تحت مسمى كاتبة تكتب القصص والسيناريو، وبطريقة خفية بدأت بالتحضير لعملية "ينبوع الشباب" أو عملية فردان التي أطلقها الموساد على عملية اغتيال القادة الثلاثة في حركة فتح كمال عدوان، و أبو يوسف النجار وكمال ناصر في حي فردان في بيروت عام 1973م.
يشار إلى أن الجاسوسة بعد 15 عاما من العمل في الموساد أنهت خدمتها في أواخر الثمانينيات، بعد أن شاركت في العديد من العمليات السرية.

## وفاتها
أعلن في إسرائيل عن وفاتها يوم السبت 28 أغسطس 2021، عن عمر يناهز 85 عاما.